# Gunung Cut (Darul Makmur)
Gunung Cut is een bestuurslaag in het regentschap Nagan Raya van de provincie Atjeh, Indonesië. Gunung Cut telt 987 inwoners (volkstelling 2010).